# Žukovo (okres Mukačevo)
Žukovo, ukrajinsky Жуково.do roku 1995 Жукове, maďarsky Zsukó, je obec v ivanovecké venkovské komunitě (hromadě), v mukačevském okrese Zakarpatské oblasti Ukrajiny. V roce 2025 zde žilo 557 obyvatel.

## Historie
První písemná zmínka o této  vesnici pochází z roku 1417. Do uzavření Trianonské smlouvy byla obec součástí Uherska, poté (pod názvem Serenčovce) byla součástí Československa. V roce 1921 zde stálo 116 domů a žilo zde 556 obyvatel, z toho 529 Rusínů, 2 Maďaři a 25 Židů. Od roku 1945 byla obec součástí Ukrajinské sovětské socialistické republiky, která byla součástí SSSR, a nakonec od roku 1991 je součástí samostatné Ukrajiny.